# Karel Bělohoubek
Karel Bělohoubek (Žarošice, regio Kyjov, Moravië, 29 december 1942) is een hedendaags Tsjechisch componist, muziekpedagoog, dirigent, klarinettist en fagottist.

## Levensloop
Nadat hij de eerste klarinetles bij Rudolfa Zavadila had studeerde Bělohoubek van 1956 tot 1959 fagot en klarinet aan de Militaire Muziekschool in Roudnice nad Labem, bij Litoměřice in de regio Ústí nad Labem.
Na het studium werd hij in 1959 lid van het militaire muziekkorps in Stříbro en verbleef hier tot 1961. In hetzelfde jaar vertrok hij naar Praag en werd lid van de Posádkovoá hudba Praha (militaire kapel van de garnizoen). Later wisselde hij in het Ústřední hudba Armády České republiky (Centrale blaasorkest van het Tsjechische Leger). Tegelijkertijd zette hij zijn fagot-studies aan het Praags Conservatorium bij Karel Pivoňka voort. Aan dit conservatorium studeerde hij ook dirigeren bij Bohuslav Čížek. Voor het dirigeren kreeg hij ook nog privé-les van Prof. Bartoše.
In 1978 werd hij dirigent bij het Ústřední hudba Armády České republiky (Centrale blaasorkest van het Tsjechische Leger) in Praag en werd in 1987 tot chef-dirigent benoemd. In deze functie bleef hij tot hij met pensioen ging in 1999.
Al in jonge studentjaren heeft hij zich voor instrumentatie geïnteresseerd en zijn vakbekwaamheid als arrangeur en componist voortdurend verder gebracht. Eerst deed hij bewerkingen voor blaasorkest van bekend klassiek repertoire zoals Ouverture tot de opera "De Verkochte Bruid van Bedřich Smetana, de Bolero, van Maurice Ravel, de Symfonische dansen uit het musical "West Side Story" van Leonard Bernstein. Later schreef hij eigen werk, dat meestal door zijn orkest, het Ústřední hudba Armády České republiky (Centrale blaasorkest van het Tsjechische Leger), werd uitgevoerd en soms ook op cd opgenomen.
Hij is ook een veelgevraagd jurylid bij nationale en internationale wedstrijden. Verder is hij hoofddirigent van het symfonisch orkest Prague Festival Orchestra.

## Composities

### Werken voor harmonieorkest
- Alla Marcia, mars
- Auf der Prager Burg, mars
- Bagatellu pro lesní roh - Bagatella, voor hoorn en harmonieorkest
- Barytonetta, voor bariton/eufonium en harmonieorkest
- Bolero
- Briosso
- Clarinet Czárdás
- Concertino, voor klarinet en harmonieorkest
- Chvilka Rubata
- Drei Amselbrüder, voor Es-klarinet en 2 Bes-klarinetten en harmomnieorkest
- Eine kleine Weile, concertstück
- Feierabend-Polka
- Grotesky pro fagoty s názvem Bručouni (Groteke voor fagot als brombeer)
- Gute Laune für Blechbläser - (Goed humeur voor koperblazers)
- Habanera
- Intrádu
- Klarinetový čardáš
- Kleine Etüde
- Launische Jugend
- Malou etudu - Mala Etuda - Piccolo-Kapriolen
- Malé polky a valčíky Rozmarné léto
- Matinátu - Mattinata, voor sopraan-saxofoon en harmonieorkest
- Meditace
- Metamorphosis of the Wind, wals
- Neposedna Polka - Schenk mir ein Lächel'n
- Ozvěny
- Piu Avanti
- polky Pálavanka - Pálavanka Polka
- Perličky stříbrného plátna
- Podzimní promenády
- Polonézu - Polonaise
- Polky Pro dva
- Polky Pro tri, voor flügelhoorn, bariton/eufonium, tuba en harmonieorkest
- Preludio
- Promenaden-Walzer (concertwals)
- Reminiscence - Die Reminiszenz
- Romanci pro křídlovku a tenor - (Romance voor flügelhoorn (bugel) en bariton/eurphonium)
- Russische fantasie
- Selanky pro trubku - Selanka, voor trompet en harmonieorkest
- Serenádu - Serenade
- Stavarska polka
- Svaty vaclave choral - (Wenzel koraal)
- Teufels-Galopp (Duivelsgalop)
- Ukolébavky
- Vorwärts!, mars
- Welcome March
- Zabicka
- Žarošické Polka
- Zastaveníčko
- Zdravice - Begrüssung - Salute
- Zpev Skrivana - Gesang der Lerche, solo voor twee klarinetten en harmonieorkest